# 고등감각인지

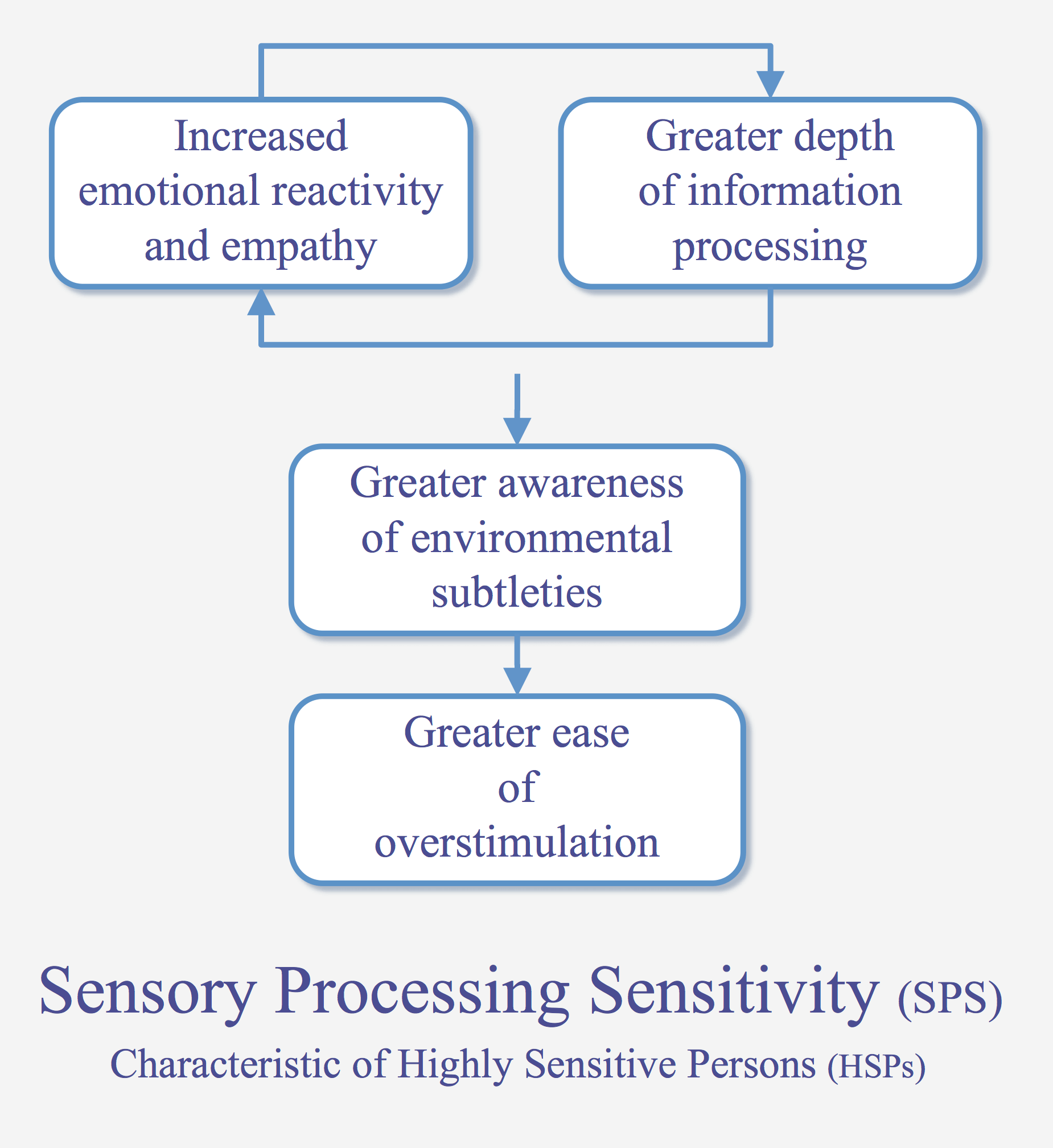
SPS의 다이아그람

고등감각인지 또는 약칭 SPS(Sensory processing sensitivity)는 인간이 외부로부터 정보를 받아들이는 방법인 5감을 통하지 않고 그 이상의 감각으로 정보를 받아들이고 처리하는 모든 활동과 과정을 말한다. 직관력과 통찰력, 고차원적인 창의력도 고등감각인지의 하나이다. 고등감각인지를 가진 사람을 HSP(Highly sensitive person)라고 간주한다.

## 같이 보기
- 각성
- 자폐
- 인식
- 진화심리학
- 집행 기능
- 신경다양성
- 신경심리학
- 신경질
- 성격심리학
- 감각처리
- 사회심리학
- 특성이론